# Gervasiu de Bazoches
Gervasiu de Bazoches (d. mai 1108) a fost participant la Prima cruciadă, devenit principe de Galileea și senior de Tiberiada.
Anterior cruciadei, Gervasiu a fost avocat de Mont-Notre-Dame și frate al lui Ugo, senior de Bazoches-sur-Vesles. În Țara Sfântă, el s-a aflat sub stindardul lui Balduin de Boulogne, care, odată ajuns rege al Ierusalimului, i-a conferit Principatul de Galileea, ca urmare a morții în luptă a principelui titular, Ugo de Saint Omer. În mai 1108, trupa sa de 80 de cavaleri și 200 de pedestrași a fost surprinsă și atacată de către Toghtekin, atabeg de Damasc, iar Gervasiu a fost luat prizonier. Toghtekin a propus lui Balduin eliberarea prizonierului în schimbul orașelor Acra, Haifa și Tiberiada. Regele a refuzat însă oferta, propunând ca răscumpărarea să se facă în bani. Ca urmare, Gervasiu a fost executat, ca și predecesorul său.